# Col de Cou (Barme)
Pour les articles homonymes, voir Col de Cou.
Le col de Cou, orthographié col de Coux sur les cartes françaises voire Couz, est un col de montagne situé sur la frontière franco-suisse, entre le département de la Haute-Savoie en région Auvergne-Rhône-Alpes et le canton du Valais en Suisse, à une altitude de 1 920 m (ou 1 919 m). Il se trouve à l'extrémité occidentale du val d'Illiez, au-dessus du village de Champéry. De son côté français il est situé sur la commune de Samoëns.

## Toponymie
Cou ou Coux ou Couz sont une variante de col, « passage de montagne », latin collum, « col, cime ».

## Géographie
Le col de Cou est proche du col de Bretolet (1 936 m), à environ un kilomètre ; les deux cols sont séparés par La Berthe (1 989 m). L'accès du côté de Champéry se fait par route jusqu'à Barme (1 492 m), puis à pied.
Il est situé sur l'itinéraire du sentier de grande randonnée de pays Tour des Dents Blanches.

## Histoire

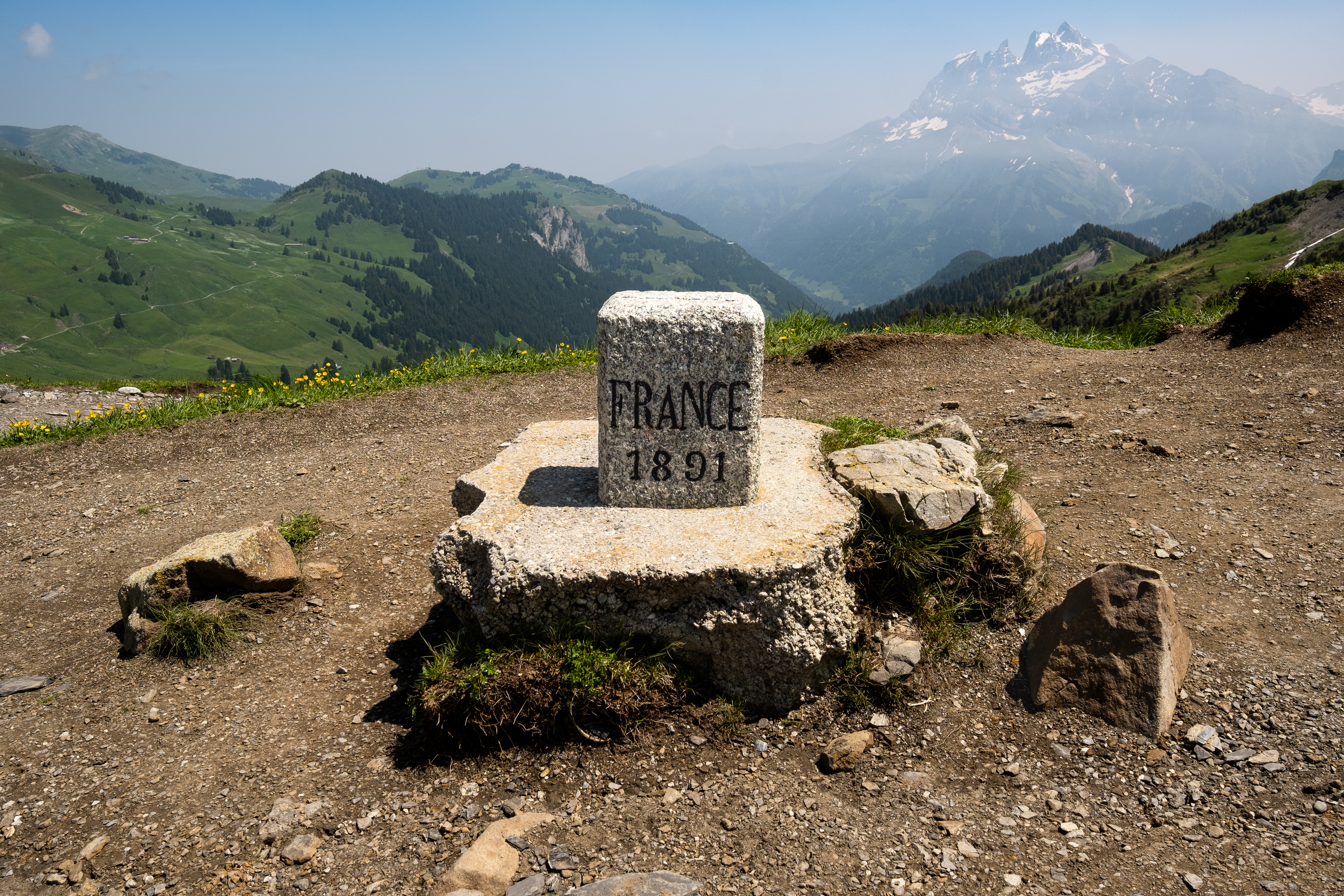
Borne à la frontière vue du côté France.

Une chapelle, dédiée aux saints Pierre et Paul, y était édifiée pour la dévotion des voyageurs et avait une fonction hospitalière, refuge sur ce chemin du Valais au Faucigny. Cette chapelle du Bérouze est détruite puis reconstruite en 1481 en étant déplacée à Samoëns, en face du manoir du Bérouze. À nouveau tombée en ruines, elle est restaurée dans la seconde moitié du XVIIe siècle, par son propriétaire Bernard Ducis.

### Contrebande
Le col de Cou fut un lieu de passage pour la contrebande entre la France et la Suisse, surtout entre les années 1920 et 1950. Une douane est installée au col de Cou et n'est plus utilisée actuellement. Sucre, beurre, montres, papier à cigarette et tabac étaient les marchandises les plus passées puis aussi juifs ou résistants, armes et des munitions pour la résistance, pendant la Seconde Guerre Mondiale.

### Mines d'or
Vers 1850, des Suisses creusèrent une mine à côté du col puis, vers 1890, quatre Stéphanois poursuivent l'exploitation avec peu de succès. Quelques années après, le manque d'eau pour l'extraction et la mort d'un des leurs, les firent abandonner.